# Pasias
Pasias is een geslacht van spinnen uit de  familie van de Thomisidae (krabspinnen).

## Soorten
- Pasias luzonus Simon, 1895
- Pasias marathas Tikader, 1965
- Pasias puspagiri Tikader, 1963